# Giuseppe Nirta
Giuseppe Nirta, noto anche con lo pseudonimo di U gardianu (San Luca, 19 ottobre 1940 – Parma, 23 febbraio 2023), è stato un mafioso italiano della 'ndrangheta, capobastone della 'ndrina dei Nirta Versu di San Luca.

## Biografia
Nel 2007 viene inserito nell'elenco dei i 100 latitanti più pericolosi fino alla sua cattura nel 2008. Padre di Francesco Nirta e di Giovanni Luca Nirta, marito di Maria Strangio, uccisagli per errore a Natale del 2006 nella faida di San Luca. 
Accusato di essere coinvolto nell'omicidio di Bruno Pizzata, ucciso il 4 gennaio 2007, e di associazione a delinquere di stampo mafioso.

### Anni '80 - Il sequestro di Ravizza
Rientra nelle cronache criminali per la prima volta nel 1982 a Voghera, dove aveva la mansione di bidello in un istituto tecnico: nel 1981 collaborò al sequestro dell'imprenditore Giuliano Ravizza. Ravizza fu rapito sotto casa sua a Pavia il 24 settembre 1981 e rilasciato dopo aver ottenuto un riscatto di 4 miliardi di lire il 25 dicembre dello stesso anno. A seguito delle indagini fu condannato a 27 anni di carcere.

### L'arresto e la morte
Viene arrestato il 23 maggio 2008 nell'operazione Fehida dai carabinieri di Locri in un bunker nel paese di San Luca, complimentandosi con loro. 
Muore il 23 febbraio 2023 a 82 anni nel carcere di Parma.